# José Manuel Quina
José Manuel Gentil Quina (ur. 3 października 1934 w Lizbonie) – portugalski żeglarz sportowy. Srebrny medalista olimpijski z Rzymu.
Brał udział w trzech igrzyskach (IO 60, IO 68, IO 72). W 1960 był drugi w klasie Star. Płynął wówczas wspólnie z bratem Mário. Olimpijczykiem był również trzeci z braci, Francisco.